# Bahareh Hedayat
Bahareh Hedayat (persisch بهاره هدایت Bahareh Hedayat; * 1981 in Teheran) ist eine iranische Aktivistin und setzt sich für die Rechte der Frauen ein.  Sie war eine der Aktivistinnen, die an der Kampagne „Eine Million Unterschriften“ zur Änderung der Gesetze zur Diskriminierung von Frauen im Iran mitwirkten. Sie wurde mehrmals festgenommen und inhaftiert.

## Leben
Hedayat ist Gründungsmitglied einer Petition für die Rechte der Frauen im Iran. Sie schloss ihr Studium an der Kharazmi-Universität in Teheran ab. Sie war Studentin an der Universität Teheran in der Fakultät für Wirtschaftswissenschaften.
Am 14. Juni 2016 gab die Arbeitsgruppe der Vereinten Nationen für willkürliche Inhaftierungen eine Stellungnahme ab, in der sie die sofortige Freilassung Hedayats forderte, da ihre Inhaftierung seit 2009 willkürlich und völkerrechtswidrig sei. Hedayat wurde schwer vernachlässigt, und ihr wurde während der gesamten Haftzeit mehrfach der Zugang zu medizinischer Versorgung verweigert. Gelegentlich wurden ihr auch Familienbesuche und Telefonanrufe verweigert.

## Festnahmen und Inhaftierungen
Sie wurde am 9. Juli 2007 und am 9. August 2007 verhaftet, aber auf Kaution freigelassen. Im Jahr 2008 wurde sie erneut verhaftet und freigelassen. 2010 wurde sie wegen staatsfeindlicher Propaganda zu neuneinhalb Jahren Haft verurteilt.
Hedayat wurde wegen ihrer Teilnahme an einer friedlichen Versammlung zur Verurteilung des Abschusses des Ukraine-International-Airlines-Flug 752 durch die iranischen Revolutionsgarden (IRGC) im Januar 2020 verhaftet und zu vier Jahren und acht Monaten Haft verurteilt.
Am 10. Februar 2020 wurde Bahareh von der Sicherheitspolizei der Universität Teheran verhaftet. Später wurde sie in das Qarchak-Gefängnis gebracht. Dort begann sie einen Hungerstreik. Hedayat wurde am Montag, dem 11. Oktober 2022, inmitten der Mahsa-Amini-Proteste, erneut von Sicherheitskräften in Teheran verhaftet. Nach acht Tagen Haft teilte sie ihrer Familie in einem Telefonat mit, dass sie sich in der Station 209 des Evin-Gefängnisses befinde und weder den Grund für ihre Festnahme noch die gegen sie erhobenen Vorwürfe kenne.

## Preise
Im Jahr 2012 wurde Hedayat mit dem Edelstam-Preis für herausragende Beiträge und außergewöhnlichen Mut beim Eintreten für die eigenen Überzeugungen zur Verteidigung der Menschenrechte ausgezeichnet.